# Linia kolejowa Jindřichův Hradec – Nová Bystřice
Linia kolejowa Jindřichův Hradec – Nová Bystřice (Linia kolejowa nr 229 (Czechy)) – jednotorowa, regionalna i niezelektryfikowana linia kolejowa w Czechach. Łączy Jindřichův Hradec i Nová Bystřice. Przebiega w całości przez terytorium kraju południowoczeskiego. Jest to linia wąskotorowa o rozstawie 760 mm.